# Риводора (Торино)
Риводора је насеље у Италији у округу Торино, региону Пијемонт.
Према процени из 2011. у насељу је живело 460 становника. Насеље се налази на надморској висини од 321 м.